# Loštice
Loštice (in tedesco Loschitz) è una città della Repubblica Ceca facente parte del distretto di Šumperk, nella regione di Olomouc.